# John Montagu (universitaire)
Pour les articles homonymes, voir John Montagu.
John Montagu ou Mountague (c. 1655 - 23 février 1728) est un homme d'église et universitaire anglais.

## Biographie
Il est le quatrième fils de l'amiral Édouard Montagu (1er comte de Sandwich), tué à la bataille de Solebay en 1672, et de sa femme Jemima Crew, fille de John Crew (1er baron Crew). Avec son frère jumeau, Oliver, il fait d'abord ses études à la Huntingdon Grammar School . 
Les garçons sont transférés à la Westminster School, puis au Trinity College de Cambridge, où John entre le 12 avril 1672, et obtient un MA jure natalium, 1673 et est élu membre en 1674 .
En 1680, Montagu est nommé maître de l'hôpital Sherburn par son parent l'évêque Crewe, et en 1683 à la prébende de Durham. Le 12 mai 1683, le roi Jacques II le nomme également maître du Trinity College de Cambridge . Le 27 septembre 1686, on lui décerne un Doctorat par mandat Royal. Il est promu vice-chancelier en 1687. De 1695 à 1702, il est greffier du cabinet de Guillaume III. En 1699 ou 1700, il démissionne de la maîtrise de Trinity et devient doyen de Durham, poste qu'il conserve jusqu'à sa mort en 1728. Montagu est admis membre de la Spalding Gentlemen's Society le 22 août 1723. Il meurt célibataire, dans sa maison de Bedford Row, Holborn, Londres, le 23 février 1728, à l'âge de 73 ans, et est inhumé à Barnwell, Northamptonshire, le lieu de sépulture de sa famille .
On dit que le Trinity College a décliné en nombre ou en réputation pendant la maîtrise de Montagu, en raison du relâchement de la discipline que son tempérament facile a encouragé. Il est un bienfaiteur libéral du collège, souscrivant 228 £ au coût de la nouvelle bibliothèque et laissant 170 £, qui lui étaient dus en tant que maître lorsqu'il démissionne, pour acheter des meubles pour la loge du maître. Cette somme a été réclamée par son successeur, le Dr Richard Bentley, et le compromis n'a été effectué qu'en 1702, lorsque les remerciements de la société ont été donnés à Montagu, et son nom inscrit dans le registre des bienfaiteurs par le maître. En 1720, alors que Bentley projette une édition du Nouveau Testament, Montagu lui prête des manuscrits de la Chapter Library de Durham .